# A Morte de Marat
Marat assassinado (Marat assassiné) ou A morte de Marat é uma tela de Jacques-Louis David pintada em 1793. Ela está exposta no Musées royaux des Beaux-Arts de Belgique em Bruxelas.
A pintura mostra Jean-Paul Marat, revolucionário francês, assassinado em casa em 13 de julho por Charlotte Corday. A inscrição À Marat, David que aparece na caixa de madeira, cuja forma sugere uma pedra tumular, indica que se trata de uma homenagem a Marat, que o pintor conhecia pessoalmente e que teria visto na véspera de sua morte.

## História da obra
Após o anúncio da morte de Marat, feito à Convenção Nacional em 14 de julho de 1793, David foi apoiado pelo deputado Guirault para fazer com Marat o que já tinha feito a Lepelletier de Saint-Fargeau, uma homenagem através da pintura de um quadro. Em 14 de novembro de 1793, ofereceu à Convenção o retrato de Marat, exposto em conjunto com outra obra de David: La Mort de Lepelletier de Saint-Fargeau. Em 1794, após a queda de Robespierre, o quadro suscita reações que fazem eco à desgraça do pintor. Em fevereiro de 1795 o  princípio da restituição das duas obras ao pintor é estabelecido: ele recuperá-las-á alguns meses mais tarde, para as conservar ao abrigo de quaisquer olhares, até à sua morte. A partir de 1826, a seguir à morte de David em 29 de dezembro de 1825, o retrato de Marat fica na posse dos herdeiros do artista, que organizam várias exposições com intenção de venda, mas sem êxito. Jules David, último proprietário do quadro, entrega-o ao museu de Bruxelas em 1886. Está em exibição desde 1893. Várias cópias foram feitas, com intuitos de divulgação, no atelier de David, de 1793 a 1794, por Serangeli e por Gérard.

## Descrição
O quadro é um óleo sobre tela de 165 por 128 centímetros. Se destacando de um fundo marrom esverdeado, o corpo de Jean Paul Marat é representado agonizando. A cabeça envelopada por um turbante branco está pensa para o lado. A mão direita caída, segurava uma pluma, o braço esquerdo repousa sobre uma superfície coberta por um tecido verde, a mão segura uma folha escrita.

Jaques Louis David, discípulo de Vien (diretor da Academia), aperfeiçoou a sua linguagem clássica durante uma prolongada estadia em Roma, entre 1774 e 1780. De volta à França, o pintor estabeleceu fortes ligações, com os líderes políticos da Revolução Francesa, o que lhe permitiu assumir um papel de relevo sobre a produção artística nesse país. Revolucionário não só ao nível político mas também enquanto artista, David assinala, através de uma suas obras pioneiras, "O Juramento dos Horácios" (1784), o fim do estilo rococó (representado por Fragonard) e a ascensão da estética neoclássica. O quadro "A Morte de Marat" representa um acontecimento emblemático da Revolução Francesa (o assassinato de um dos seus chefes políticos), denunciando em simultâneo as divergências e os conflitos internos que rodearam o processo revolucionário e que só foram solucionadas com a ascensão de Napoleão Bonaparte. Jean-Paul Marat, amigo pessoal de David, tinha uma doença de pele especialmente dolorosa que o obrigava a permanecer dentro de uma banheira durante o dia enquanto trabalhava. Um dia, Charlotte Corday entrou no aposento, tendo como pretexto a entrega de uma mensagem e assassinou-o, enterrando-lhe uma faca no peito.Para David, este quadro foi concebido como um monumento para um homem que foi simultaneamente herói, mártir e amigo. Embora dominada por uma forte emotividade, a obra deve também ser entendida a partir de um ponto de vista documental, enquanto testemunho e descrição da ação. Como em muitos outros trabalhos iniciais David, todos os objetos presentes na tela têm uma função concreta, tendo sido evitado qualquer detalhe ou alusão supérflua de forma a não prejudicar a clareza do tema. Desta forma, a composição é francamente  encenada, deforma incluir todos os sinais e pistas para uma identificação e compreensão do acontecimento: a banheira, a faca, a carta, a ferida e o sangue. À simplicidade e estaticidade da composição, dominada por fundo escuro liso que encerra a imagem, contrapõe-se o expressivo e vital tratamento da luz e da cor que revelam uma direta inspiração em algumas experiência pictóricas de temática religiosa dos pintores barrocos Caravaggio, Pietro da Cortona, José de Ribera e Francisco de Zurbarán, pelos quais David nutria uma especial admiração. Uma fonte luminosa rasante ilumina a figura partir de um ponto alto,criando uma atmosfera mística acentuada pela vibração cromática do fundo. A utilização de tons frios e tendencialmente escuros permitiu realçar alguns pormenores dos corpo morto recorrendo a subtis e simbólicas manchas avermelhadas, contribuindo igualmente para destacar a caixa de madeira onde David inscreveu a sua dedicatória.